# Buritizal (kommun)
Buritizal är en kommun i Brasilien.   Den ligger i delstaten São Paulo, i den sydöstra delen av landet, 500 km söder om huvudstaden Brasília. Antalet invånare är 4 055.
Följande samhällen finns i Buritizal:
- Buritizal

Omgivningarna runt Buritizal är en mosaik av jordbruksmark och naturlig växtlighet. Runt Buritizal är det glesbefolkat, med 20 invånare per kvadratkilometer.